# Michael Jackson's Vision

Michael Jackson's Vision est un coffret de trois DVD sorti le 22 novembre 2010 qui rassemble tous les vidéoclips de la carrière solo de Michael Jackson ainsi que d'autres en collaboration avec divers artistes (sur le disque 3 bonus). Tous les clips ont fait l'objet d'une remasterisation à l'occasion de la sortie du coffret qui contient également un livret illustré de photos prises lors des tournages des clips.

## Clips par DVD

### Disque 1
- Don't Stop 'Til You Get Enough — 4:14 (réalisateur : Nick Saxton)
- Rock with You — 3:22 (réalisateur : Bruce Gowers)
- She's Out of My Life — 3:36 (réalisateur : Bruce Gowers)
- Billie Jean — 4:56 (réalisateur : Steve Barron)
- Beat It — 4:59 (réalisateur : Bob Giraldi)
- Thriller — 13:42 (réalisateur : John Landis)
- Bad — 18:06 (réalisateur : Martin Scorsese)
- The Way You Make Me Feel — 9:26 (réalisateur : Joe Pytka)
- Man in the Mirror — 5:04 (réalisateur : Don Wilson)
- Dirty Diana — 5:06 (réalisateur : Joe Pytka)
- Smooth Criminal — 9:26 (réalisateur : Colin Chilvers)
- Another Part of Me — 4:46 (réalisateur : Patrick T. Kelly)
- Speed Demon — 10:11 (réalisateur : Will Vinton)
- Come Together — 5:42 (réalisateurs : Jerry Kramer & Colin Chilvers)
- Leave Me Alone — 4:39 (réalisateurs : Jim Blashfield & Paul Diener)
- Liberian Girl — 5:30 (réalisateur : Jim Yukich)

### Disque 2
- Black or White — 11:02 (réalisateur : John Landis)[1]
- Remember the Time — 9:19 (réalisateur : John Singleton)
- In the Closet — 6:05 (réalisateur : Herb Ritts)
- Jam — 7:51 (réalisateur : David Nelson)
- Heal the World — 7:34 (réalisateur : Joe Pytka)
- Give in to Me — 5:31 (réalisateur : Andy Morahan)
- Who Is It — 6:38 (réalisateur : David Fincher)
- Will You Be There — 5:57 (réalisateur : Vincent Paterson)
- Gone Too Soon — 3:39 (réalisateur : Bill DiCicco)
- Scream (feat. Janet Jackson) — 4:48 (réalisateur : Mark Romanek)
- Childhood (Theme from "Free Willy 2") — 4:30 (réalisateur : Nicholas Brandt)
- You Are Not Alone — 5:36 (réalisateur : Wayne Isham)
- Earth Song — 6:45 (réalisateur : Nicholas Brandt)
- They Don't Care About Us (Brazil Version) — 7:08 (réalisateur : Spike Lee)
- Stranger in Moscow — 5:35 (réalisateur : Nicholas Brandt)
- Blood on the Dance Floor (Refugee Camp Mix) — 5:28 (réalisateurs : Michael Jackson & Vincent Paterson)[2]
- Ghosts — 3:59 (réalisateur : Stan Winston)
- You Rock My World — 13:33 (réalisateur : Paul Hunter)
- Cry — 4:58 (réalisateur : Nick Brandt)

### Disque 3 (bonus)
- Blame It on the Boogie
- Enjoy Yourself
- Can You Feel It
- Say Say Say (feat. Paul McCartney) (réalisateur : Bob Giraldi)
- They Don't Care About Us (Prison Version) (réalisateur : Spike Lee)
- Why (3T feat. Michael Jackson)
- One More Chance